# تیم ملی هاکی روی یخ اتحاد شوروی
تیم ملی هاکی روی یخ اتحاد شوروی تیم ملی هاکی روی یخ اتحاد جماهیر سوسیالیستی شوروی بود. شوروی‌ها یکی از برترین تیم‌های همهٔ ادوار در بازی‌های بین‌المللی بودند. این تیم تقریباً همهٔ مسابقات جهانی و تورنمت‌های المپیک بین ۱۹۵۴ و ۱۹۹۱ را برد و هرگز در تورنمنت‌های فدراسیون بین‌المللی هاکی روی یخ که در آنها شرکت کرد، از دستیابی به مدال بازنماند.

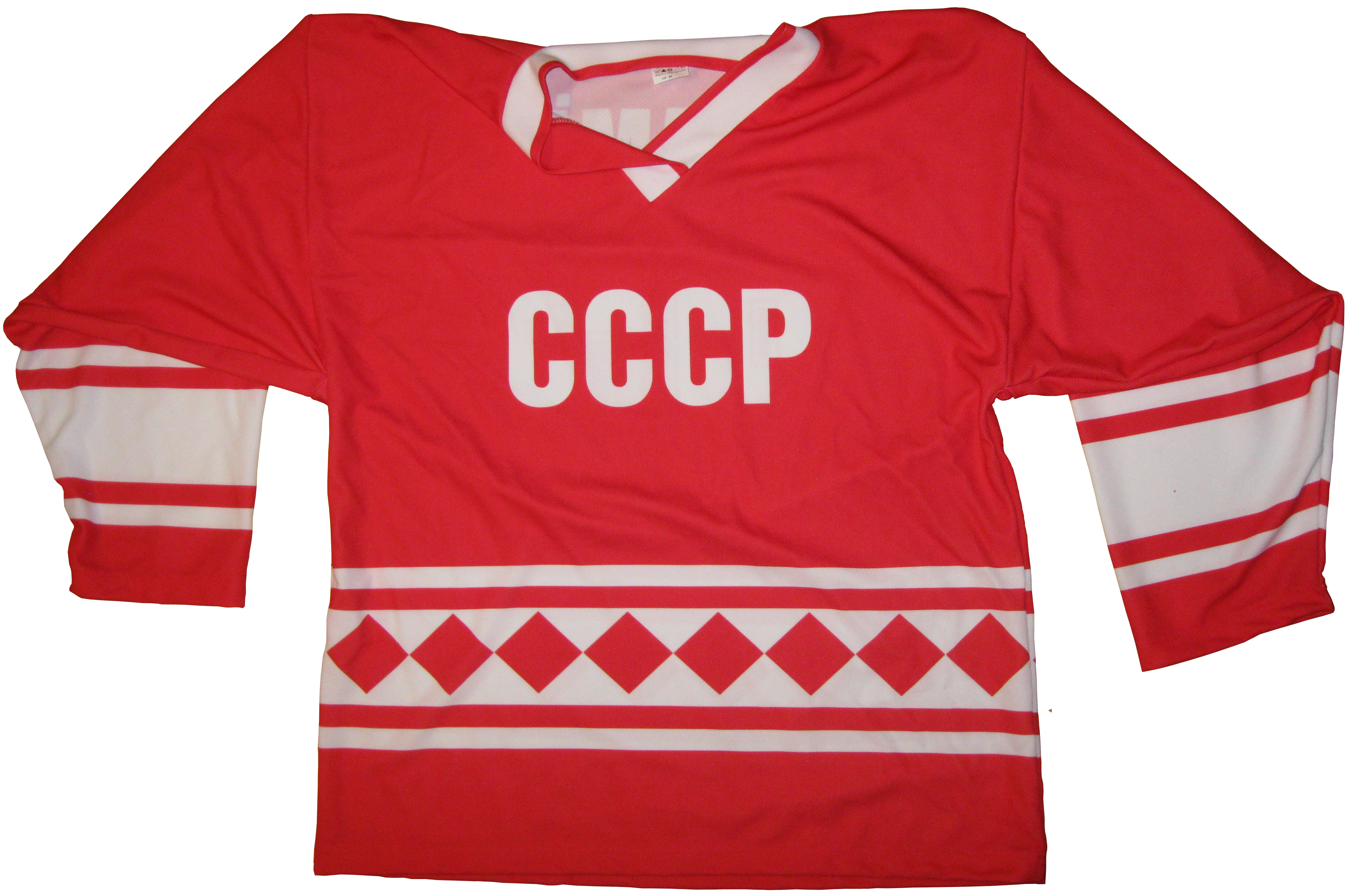
پیراهن

| |
| بازیکن با بیشترین بازی |
| الکساندر مالتسف: ۳۲۱ |
| بیشترین گل زن |
| الکساندر مالتسف: ۲۱۳ |
| بیشترین امتیاز |
| سرگی ماکاروف: ۲۴۸ |
| اولین بازی |
| اتحاد جماهیر شوروی 23 – 2 آلمان شرقی · (برلین شرقی، جمهوری دمکراتیک آلمان; ۲۲ آوریل ۱۹۵۱)                                                         |
| بازی آخر |
| اتحاد جماهیر شوروی 2 – 2 سوئد · (فرانکفورت، آلمان غربی؛ ۱۱ اکتبر ۱۹۹۱)                                                                            |
| بزرگترین پیروزی |
| اتحاد جماهیر شوروی 28 – 2 ایتالیا · (کلرادو اسپرینگز، آمریکا؛ ۲۶ دسامبر ۱۹۶۷)                                                                     |
| بزرگترین شکست |
| کانادا 8 – 2 اتحاد جماهیر شوروی · (اتاوا، کانادا؛ ۹ ژانویه ۱۹۶۸) · چکسلواکی 9 – 3 اتحاد جماهیر شوروی · (پراگ، چکسلواکی; ۲۱ مارس ۱۹۷۵)             |
| کاپ کانادا |
| Winners: 1 – 1981 |
| قهرمانی جهان |
| مدال طلا: 22 – 1954, 1956, 1963, 1964, 1965, 1966, 1967, ۱۹۶۸, ۱۹۶۹، ۱۹۷۰، ۱۹۷۱، ۱۹۷۳، ۱۹۷۴، ۱۹۷۵، ۱۹۷۸، ۱۹۷۹، ۱۹۸۱، ۱۹۸۲، ۱۹۸۳، ۱۹۸۶، ۱۹۸۹، ۱۹۹۰ |
| رقابت بین‌المللی |
| Current record: (W-L-T) 738–110–65 |

## سابقه در قهرمانی جهان
| سال  | مکان                                                | نتیجه |
| ---- | --------------------------------------------------- | ----- |
| ۱۹۵۴ | استکهلم, سوئد                                       | طلا   |
| ۱۹۵۵ | کرفلد / دورتموند / کلن, آلمان غربی                  | نقره  |
| ۱۹۵۷ | مسکو, اتحاد جماهیر شوروی                            | نقره  |
| ۱۹۵۸ | اسلو, نروژ                                          | نقره  |
| ۱۹۵۹ | پراگ / براتیسلاوا, چکسلواکی                         | نقره  |
| ۱۹۶۱ | ژنو / لوزان, سوئیس                                  | برنز  |
| ۱۹۶۲ | کلرادو اسپرینگز / دنور، کلرادو, ایالات متحده آمریکا | DNP   |
| ۱۹۶۳ | استکهلم, سوئد                                       | طلا   |
| ۱۹۶۵ | تامپره, فنلاند                                      | طلا   |
| ۱۹۶۶ | لیوبلیانا, یوگسلاوی                                 | طلا   |
| ۱۹۶۷ | وین, اتریش                                          | طلا   |
| ۱۹۶۹ | استکهلم, سوئد                                       | طلا   |
| ۱۹۷۰ | استکهلم, سوئد                                       | طلا   |
| ۱۹۷۱ | برن / ژنو, سوئیس                                    | طلا   |
| ۱۹۷۲ | پراگ, چکسلواکی                                      | نقره  |
| ۱۹۷۳ | مسکو, اتحاد جماهیر شوروی                            | طلا   |
| ۱۹۷۴ | هلسینکی, فنلاند                                     | طلا   |
| ۱۹۷۵ | مونیخ / دوسلدورف, آلمان غربی                        | طلا   |
| ۱۹۷۶ | کاتوویتس, لهستان                                    | نقره  |
| ۱۹۷۷ | وین, اتریش                                          | برنز  |
| ۱۹۷۸ | پراگ, چکسلواکی                                      | طلا   |
| ۱۹۷۹ | مسکو, اتحاد جماهیر شوروی                            | طلا   |
| ۱۹۸۱ | یوتبری / استکهلم, سوئد                              | طلا   |
| ۱۹۸۲ | هلسینکی / تامپره, فنلاند                            | طلا   |
| ۱۹۸۳ | دوسلدورف / دورتموند / مونیخ, آلمان غربی             | طلا   |
| ۱۹۸۵ | پراگ, چکسلواکی                                      | برنز  |
| ۱۹۸۶ | مسکو, اتحاد جماهیر شوروی                            | طلا   |
| ۱۹۸۷ | وین, اتریش                                          | نقره  |
| ۱۹۸۹ | استکهلم / سودتلیا, سوئد                             | طلا   |
| ۱۹۹۰ | برن / فریبورگ, سوئیس                                | طلا   |
| ۱۹۹۱ | تورکو / هلسینکی / تامپره, فنلاند                    | برنز  |